# Bartolomeo Aiutamicristo da Pisa
Bartolomeo Aiutamicristo da Pisa (Pisa, ... – Pisa, 28 gennaio 1224) è stato un religioso italiano del XIII secolo, venerato come beato dalla Chiesa cattolica.

## Biografia
Bartolomeo Aiutamicristo, monaco camaldolese del convento di San Frediano presso Pisa, contiguo all'omonima chiesa, proveniva da un'antica nobile famiglia pisana, quella degli Aiutamicristo.
La sua vita, caratterizzata dalla santità, fu contrassegnata da strepitosi e numerosi miracoli, che continuarono anche dopo la morte, avvenuta il 28 gennaio 1224. In tale data è commemorato nel Martirologio Romano e nel Menologio Camaldolese.
Il culto fu confermato da papa Pio IX il 10 settembre 1857.
Il suo corpo incorrotto bruciò quasi per intero nell'incendio del 1675, che danneggiò gravemente tutta la chiesa pisana di San Frediano. I pochi frammenti rimasti furono esposti nella sacrestia.